# Roman Kulesza
Roman Kulesza (ur. 2 marca 1983 r. w Gdańsku) – polski gimnastyk występujący w gimnastyce sportowej, reprezentant Polski na igrzyskach olimpijskich w Londynie, wielokrotny mistrz Polski, medalista Pucharu świata i finalista Mistrzostw Europy.

## Życie osobiste
Roman urodził się 2 marca 1983 roku w Gdańsku, województwie pomorskim. Od 2009 roku, jest mężem gimnastyczki i dwukrotnej olimpijki Marty Pihan-Kuleszy z którą ma dwójkę dzieci - córkę Jagnę i syna Radzimira.

## Kariera

### 2005-2006
W 2005 roku, Roman reprezentował Polskę na Mistrzostwach Europy w węgierskim Debreczynie, jednak nie zakwalifikował się do żadnego finału. Podczas Mistrzostw świata w Melbourne, zajął 30. miejsce w wieloboju indywidualnym, uzyskując wynik 49,424.
W maju 2006, Kulesza uplasował się na 8. pozycji w finale na drążku podczas Mistrzostw Europy w Wolos.

### 2007
W marcu 2007, Kulesza zajął 8. miejsce w ćwiczeniach na poręczach podczas Pucharu świataw Cottbus. Kilka tygodni później, zajął 13. miejsce w wieloboju indywidualnym podczas zawodów Pucharu Stiełły Zacharowej w Kijowie. Zdobył również złoty medal w ćwiczeniach na poręczach i zajął 8. pozycję w finale ćwiczeń na koniu z łękami. W konkurencji drużynowej, Polacy uplasowali się na 8. miejscu.
W kwietniu, zdobył srebrny medal na drążku podczas Pucharu świata w Mariborze, z końcowym wynikiem 15,025. Startował w Mistrzostwach Europy w Amsterdamie, gdzie był pierwszą rezerwą do finału wieloboju indywidualnego. Z notą 15,075, zakwalifikował się na 7. pozycji do finału na drążku. Podczas finału, Roman uzyskał wynik 14,875 i zajął ostatecznie 6. miejsce.
W maju, Kulesza zajął 6. miejsce zarówno na drążku jak i ćwiczeniach na poręczach podczas Pucharu świata w Gandawie. Kilka tygodni później, uplasował się na 4. miejscu na drążku i 5. na poręczach podczas zawodów w Moskwie.
W czerwcu, Kulesza zerwał ścięgno Achillesa podczas Mistrzostw Polski. Kontuzja wykluczyła go z Mistrzostw świata, które były jedyną drogą kwalifikacji na Letnie Igrzyska Olimpijskie w Pekinie.

### 2008
W maju 2008, zajął 8. miejsce w finale na drążku podczas Mistrzostw Europy w Lozannie. W czerwcu, Kulesza zdobył swój trzeci tytuł mistrza Polski w wieloboju indywidualnym.
Startował w wielu zawodach Pucharu świata, zajmując 8. miejsce na drążku w Moskwie i 5. na poręczach w Barcelonie. W październiku, zdobył brązowy medal na poręczach podczas zawodów w Szombathely. W listopadzie, uplasował się na 4. miejscu na poręczach i 7. na drążku na Grand Prix w Ostrawie.

### 2009
W marcu 2009, Kulesza startował w zawodach Pucharu świata w Montrealu, gdzie zajął 7. miejsce w finale na drążku. Podczas Indywidualnych Mistrzostw Europy w Mediolanie, zakończył kwalifikacje na 13. miejscu w ćwiczeniach na poręczach i 27. na drążku. Dwa tygodnie później, Kulesza zajął 6. miejsce na poręczach i 8. na drążku w finałach Pucharu świata w Mariborze.
W maju, Roman startował w zawodach Pucharu świata w Glasgow i Moskwie. Mimo kwalifikacji do finałów, nie zdołał zdobyć żadnego medalu.
W lipcu, reprezentował Polskę podczas Letniej Uniwersjady w Belgradzie, gdzie miał bardzo udany start w kwalifikacjach, zajmując 9. miejsce w wieloboju i 2. na drążku. W finale wieloboju indywidualnego zajął ostatecznie 18. miejsce oraz uplasował się na 8. pozycji na drążku.
Na Mistrzostwach świata w Londynie, Kulesza zajął 26. miejsce w ćwiczeniach na poręczach i 43. na drążku.

### 2010
W kwietniu 2010, Kulesza startował na Mistrzostwach Europy w Birmingham. Podczas kwalifikacji, osiągnął 3. najlepszy wynik w wieloboju indywidualnym i pomógł kadrze Polski zająć wysokie 10. miejsce. Zakwalifikował się również na 6. miejscu w ćwiczeniach na poręczach z wynikiem 14,900 oraz 7. miejscu na drążku z punktacją 14,475. W finałach na przyrządach, osiągnął identyczny wynik.
W maju, zdobył swój 5. tytuł mistrza Polski w wieloboju indywidualnym.
We wrześniu, Kulesza wygrał srebrny medal w ćwiczeniach na poręczach (15,300) oraz brąz na drążku (14,975) podczas Pucharu świata w Gandawie. Kilka tygodni później, zdobył złoto na drążku (15,175) i brąz na poręczach (14,775) w Ostrawie.
Podczas Mistrzostw świata w Rotterdamie, zaliczył jako pierwszy na świecie element lotny nad drążkiem do chwytu „wykręconego“ (tyłem do drążka), który został nazwany później jego nazwiskiem.
W listopadzie, zdobył srebrny medal na poręczach podczas Pucharu świata w Osijeku z notą 15,075.

### 2011
W marcu 2011, startował w finałach zawodów Pucharu świata w Cottbus i Paryżu, jednak nie zdołał wygrać żadnego medalu.
W kwietniu, wziął udział w Indywidualnych Mistrzostwach Europy w Berlinie, gdzie zajął 18. miejsce w finale wieloboju indywidualnego. W finałach na przyrządach, zajął 6. miejsce na poręczach z notą 14,850 i 7. na drążku z wynikiem 14,075. W maju, zajął 5. miejsce na poręczach podczas Pucharu świata w Mokswie.
W sierpniu, Kulesza zajął 14. miejsce w wieloboju indywidualnym podczas Letniej Uniwersjady w Shenzhen. Pod koniec września, zdobył brązowy medal na drążku w Pucharze świata w Mariborze. Zajął również 4. miejsce na poręczach.
Podczas Mistrzostw świata w Tokio, Kulesza zajął dalekie 46. miejsce w wieloboju indywidualnym i nie zakwalifikował się do żadnego finału.

### 2012
W styczniu 2012, Kulesza zyskał kwalifikację do Letnich Igrzysk Olimpijskich w Londynie. Brał udział w zawodach Pucharu świata w Cottbus, Dausze i Zibo, jednak nie zdołał zdobyć żadnego medalu.
Startował w Mistrzostwach Europy w Montpellier, gdzie zajął 12. miejsce na poręczach. Podczas Mistrzostw Polski w Krakowie, Kulesza zdobył swój 7. tytuł w wieloboju indywidualnym.

#### Letnie Igrzyska Olimpijskie w Londynie
Pod koniec lipca, Roman Kulesza reprezentował Polskę w XXX Letnich Igrzyskach Olimpijskich w Londynie. Podczas kwalifikacji, zyskał notę 84,698 i zakwalifikował się do finału wieloboju indywidualnego na ostatnim 24. miejscu. Zajął również 24. miejsce na drążku, 34. na poręczach, 50. na koniu z łękami, 54. w ćwiczeniach wolnych i 63. na kółkach.
1 sierpnia, Kulesza startował w finale wieloboju indywidualnego, gdzie zyskał noty 13,866 w ćwiczeniach wolnych, 13,000 na koniu z łękami, 13,866 na kółkach, 14,400 w skoku, 15,100 na poręczach i 13,933 na drążku. Z końcowym wynikiem 84,165 zajął ostatecznie 24. lokatę.

### 2013-2015
Na początku 2013 roku, Roman zmienił barwy klubowe dołączając do MKS Kusy Szczecin. W kwietniu, Kulesza startował w Mistrzostwach Europy w Moskwie, gdzie zajął 16. miejsce na poręczach z notą 14,700 oraz 15. miejsce na drążku z punktacją 14,300. Kilka miesięcy później zdobył swój 8. tytuł mistrza Polski w wieloboju indywidualnym. Na Mistrzostwach świata w Antwerpii, Kulesza uzyskał noty 14,700 na poręczach i 13,666 na drążku, zajmując 33. i 48. miejsce.
Na Mistrzostwach Europy w Bułgarii, Kulesza zajął 22. miejsce na drążku, 24. na poręczach, 87. na koniu z łękami i 99. w ćwiczeniach wolnych. W wieloboju drużynowym, kadra Polski zajęła dalekie 22. miejsce. Po zdobyciu swojego 9. tytułu mistrza Polski w wieloboju, Kulesza startował w Mistrzostwach świata w Nanning, gdzie zajął odległe 73. miejsce w wieloboju z notą 81,332.
W kwietniu 2015, Kulesza zajął 4. miejsce na poręczach podczas Pucharu świata w Lublanie. Miesiąc później, wygrał swój 10. tytuł mistrza Polski w wieloboju. W czerwcu, reprezentował Polskę na Igrzyskach Europejskich w Baku, gdzie zajął 22. miejsce w ćwiczeniach wolnych, 77. na koniu z łękami i 53. na kółkach.

## Igrzyska olimpijskie
| Igrzyska    | Konkurencja                 | Kwalifikacje | Kwalifikacje | Finał  | Finał   |
| Igrzyska    | Konkurencja                 | Wynik        | Pozycja      | Wynik  | Pozycja |
| ----------- | --------------------------- | ------------ | ------------ | ------ | ------- |
| Londyn 2012 | Wielobój indywidualny       | 84,698       | 28. Q        | 84,165 | 24.     |
| Londyn 2012 | Ćwiczenia wolne             | 13,933       | 54.          | NQ     | NQ      |
| Londyn 2012 | Ćwiczenia na koniu z łękami | 12,966       | 50.          | NQ     | NQ      |
| Londyn 2012 | Ćwiczenia na kółkach        | 13,466       | 63.          | NQ     | NQ      |
| Londyn 2012 | Ćwiczenia na poręczach      | 14,700       | 34.          | NQ     | NQ      |
| Londyn 2012 | Ćwiczenia na drążku         | 14,733       | 24.          | NQ     | NQ      |

## Sukcesy
- Mistrzostwa Polski:
  -  Gdańsk 2018 – ćwiczenia na drążku[55]
  -  Warszawa 2017 – wielobój[56]
  -  Szczecin 2015 – ćwiczenia wolne[57]
  -  Szczecin 2015 – wielobój[58]
  -  Biała Podlaska 2014 – wielobój[50]
  -  Biała Podlaska 2014 – ćwiczenia wolne[50]
  -  Biała Podlaska 2014 – ćwiczenia na drążku[50]
  -  Katowice 2013 – wielobój
  -  Katowice 2013 – ćwiczenia na drążku
  -  Kraków 2012 – wielobój[44]
  -  Kraków 2012 – ćwiczenia na poręczach
  -  Kraków 2012 – ćwiczenia na drążku
  -  Gdańsk 2011 – wielobój[59]
  -  Gdańsk 2011 – ćwiczenia na drążku[59]
  -  Iława 2010 – wielobój[29]
  -  Iława 2010 – ćwiczenia na poręczach[29]
  -  Iława 2010 – ćwiczenia na drążku[29]
  -  Zabrze 2009 – wielobój
  -  Zabrze 2009 – ćwiczenia wolne
  -  Zabrze 2009 – ćwiczenia na drążku
  -  Szczecin 2008 – wielobój[13]
  -  Szczecin 2008 – ćwiczenia na drążku
  -  Kraków 2007 – wielobój
  -  Zabrze 2006 – wielobój
  -  Zabrze 2006 – ćwiczenia na drążku
  -  Olsztyn 2004 – ćwiczenia na poręczach
  -  Olsztyn 2004 – ćwiczenia na drążku
  -  Biała Podlaska 2003 – ćwiczenia na poręczach
  -  Gdańsk 2018 – ćwiczenia na drążku[55]
  -  Biała Podlaska 2014 – ćwiczenia na poręczach[50]
  -  Gdańsk 2011 – ćwiczenia na poręczach[59]
  -  Iława 2010 – ćwiczenia na koniu z łękami[29]
  -  Iława 2010 – skok[29]
  -  Biała Podlaska 2014 – skok[50]
  -  Biała Podlaska 2014 – ćwiczenia na kółkach[50]